# Grossstadtgeflüster
Grossstadtgeflüster est un groupe de synthpop et rock allemand, originaire de Berlin.

## Biographie
Le groupe est formé en 2003 à Berlin par Jen Bender et Raphael Schalz. Depuis 2008, le batteur Chriz Falk rejoint le groupe à la batterie.
Le 12 mai 2006, le groupe sort son premier album Muss laut sein, Bis einer heult!!! en avril 2008, Alles muss man selber machen en avril 2010 puis Oh, ein Reh! le 7 juin 2013 chez Four Music. En 2015 sort l'EP Fickt-Euch-Allee, qui est positivement accueilli par la presse spécialisée et atteint la troisième place des charts allemands.
Musicalement Grossstadtgeflüster est un mélange de musique électronique avec une attitude punk notable. Les paroles abordent des thèmes relatifs à la liberté personnelle, l'amour, la vie quotidienne et aux relations interpersonnelles avec souvent une touche d'ironie.

## Discographie

### Albums studio
- 2006 : Muss laut sein
- 2008 : Bis einer heult!!!
- 2010 : Alles muss man selber machen
- 2013 : Oh, ein Reh!
- 2016 : Episode 1+2
- 2019 : Trips & Ticks

### Singles
- 2006 : Liebe schmeckt gut
- 2006 : Ich muss gar nix
- 2008 : Wir sind Sexy (feat. Da Hool)
- 2008 : Haufenweise Scheisse
- 2008 : Lebenslauf
- 2010 : Kaethe
- 2010 : Weil das Morgen noch so ist
- 2013 : Konfetti und Yeah
- 2015 : Fickt-Euch-Allee
- 2016 : Ich rollator mit meim Besten
- 2016 : Ich boykottiere dich
- 2017 : Keiner fickt mich (feat. Fatoni)
- 2017 : Wie man Feuer macht
- 2018 : Feierabend
- 2019 : Neue Freunde
- 2019 : Skalitzer Strasse
- 2020 : Diadem
- 2023 : Icke!
- 2023 : Ich kündige

### Sampler
- 2009 : Laut reden nichts sagen (A Tribute to Die Fantastischen Vier)